# گرین (تگزاس)

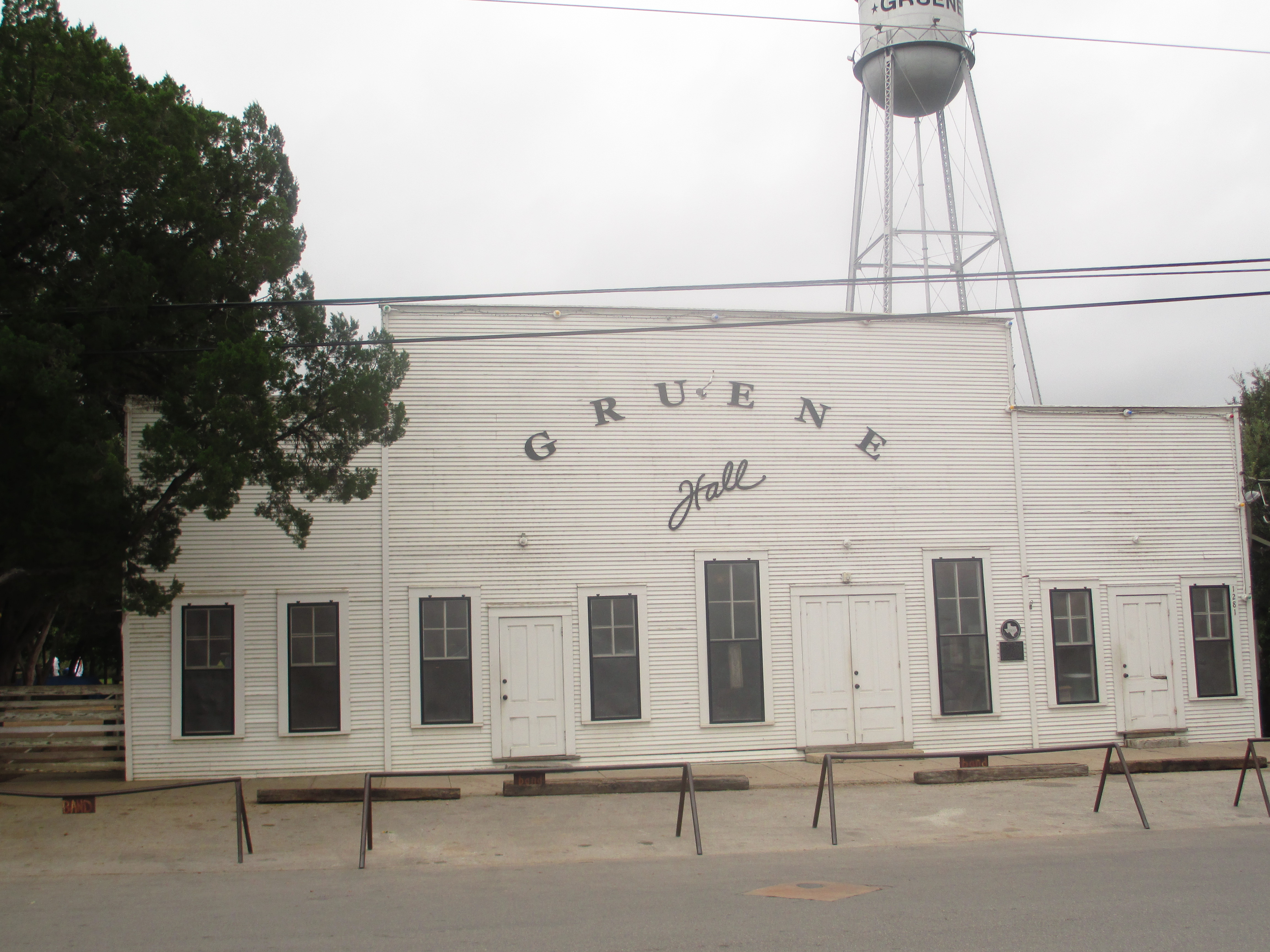
سالن گرین (Gruene Hall) ساخته شده در سال ۱۸۷۸ یکی‌ از قدیمی‌‌ترین سالن‌های رقص در تگزاس است.

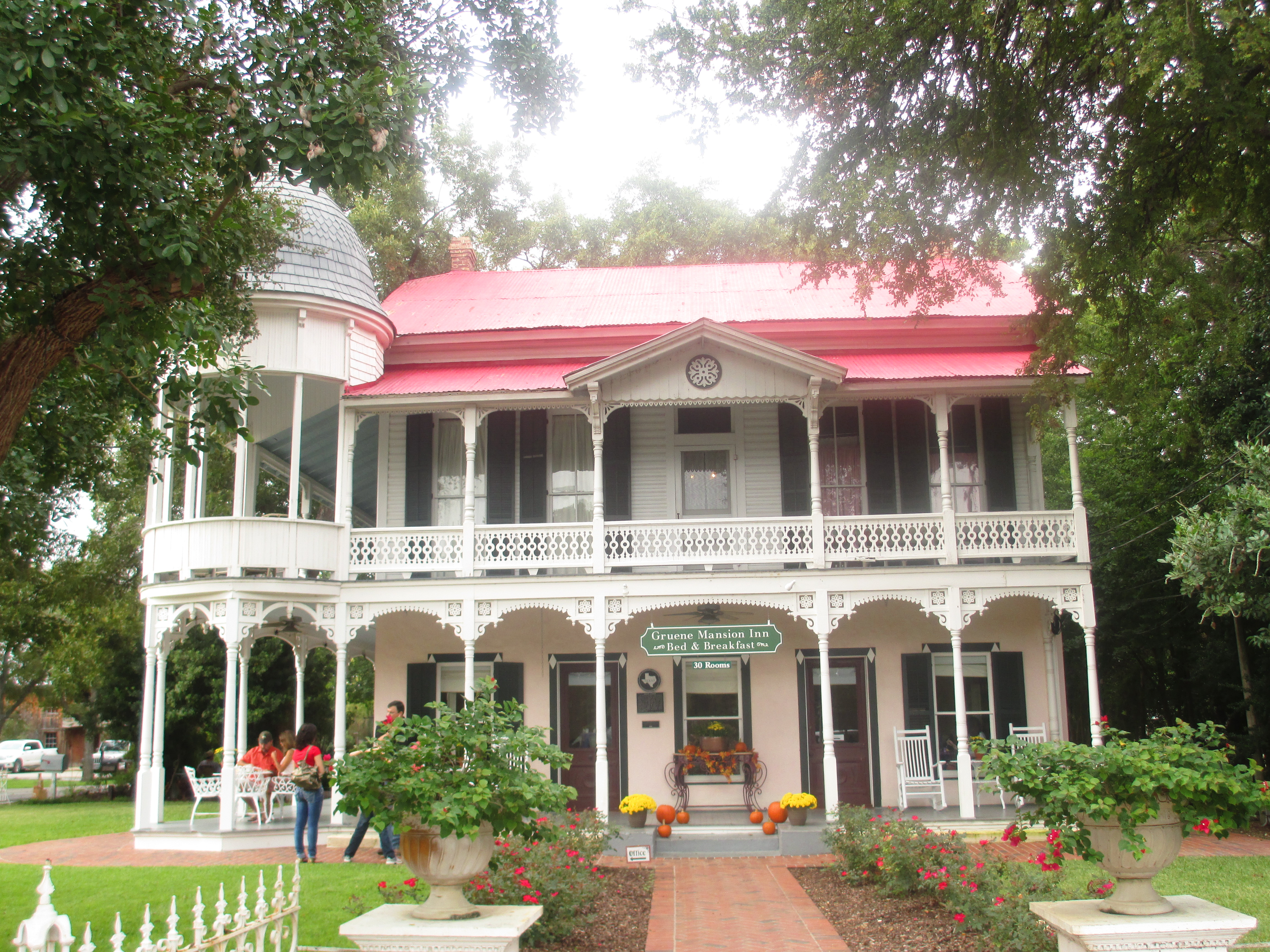
منزل خانوادگی گرین (Gruene Family Home) با معماری ویکتورین در سال ۱۸۷۲ ساخته شده و در حال حاضر یک مهمانسرا است.

گرین (به انگلیسی: Gruene) ناحیه‌ای از شهر نیو برانفلز در شهرستان کومال در ایالت تگزاس از ایالات جنوبی ایالات متحده آمریکا است. گرین در گذشته از شهرهای تولیدکننده پنبه در امتداد رود گوادالوپه بوده ولی امروزه اقتصادش بر پایه گردشگری است. کشاورزان آلمانی در دهه ۱۸۴۰ اولین ساکنان گرین بوده‌اند.